# Săptămâna Clujeană
Săptămâna Clujeană este un ziar local cu profil economic din Cluj-Napoca.
A fost lansat pe piață la data de 16 mai 2005,
sub conducerea jurnalistei Romana Chisu.
Apare in fiecare zi de luni, integral color.
Publicația este editată de compania de presă RCC Media, care deține alte două titluri, revistele Oameni de succes și Companii de Succes.